# Garrelsite
La garrelsite è un minerale il cui nome è stato dedicato al geochimico statunitense Robert Minard Garrels (1916-1988).